# Numa e a Ninfa
Numa e a Ninfa: romance da vida contemporânea. Escrito especialmente para A Noite é um romance escrito por Lima Barreto e publicado em 1915 como folhetim pelo jornal A Noite, no Rio de Janeiro. A obra reproduz de forma crítica o clima em que se deu o governo do marechal Hermes da Fonseca, retratado no personagem Bentes.